# Vania King
Vania King (Monterey Park, 3 de fevereiro de 1989) é uma ex-tenista profissional estadunidense, King tem descendentes taiwaneses, ja foi 50° em simples, e 3° em duplas na WTA. Foi campeã de duplas dos torneios de Wimbledon e US Open em 2010, jogando com Yaroslava Shvedova. Esta dupla era apelidada de Asterix & Obelix.
Havia anunciado aposentadoria em abril de 2020, com a pandemia de COVID-19 cancelando seus planos de se despedir no torneio que queria. No entanto, voltou em março do ano seguinte, com o circuito menos desestruturado, mas ainda vivendo o período de crise sanitária. O último jogo foi no WTA 500 de Charleston, jogando com a tradicional parceira Yaroslava Shvedova. Foram eliminadas já no primeiro jogo, em 1º de abril. Cinco dias depois, oficializou a retirada do circuito.

## Títulos

### Simples
- WTA de Bangkok de 2006;

### Duplas
- Torneio de Wimbledon de 2010, ao lado de  Yaroslava Shvedova;
- US Open de 2010, ao lado de  Yaroslava Shvedova;

- WTA de Tóquio de 2006, ao lado de Jelena Kostanić Tošić;
- WTA de Bangkok de 2006, ao lado de Jelena Kostanić Tošić;
- WTA de Fez de 2007, ao lado de  Sania Mirza;
- WTA de Calcutá de 2007, ao lado de  Alla Kudryavtseva;
- WTA de Tóquio de 2008, ao lado de  Nadia Petrova;
- WTA de Quebec de 2008, ao lado de  Anna-Lena Grönefeld;
- WTA de Brisbane de 2009, ao lado de  Anna-Lena Grönefeld;
- WTA de Quebec de 2009, ao lado de  Barbora Záhlavová-Strýcová;
- WTA de Memphis de 2010, ao lado de  Michaëlla Krajicek;
- WTA de Estrasburgo de 2010, ao lado de  Alizé Cornet;
- WTA de Cincinnati de 2011, ao lado de  Yaroslava Shvedova;
- WTA de Moscou de 2011, ao lado de  Yaroslava Shvedova;
- WTA de Shenzhen de 2016, ao lado de  Monica Niculescu.